# María Jesús Rodríguez (artista)
María Jesús Rodríguez (Oviedo, 1959) es una artista plástica y escultora española.

## Trayectoria
Graduada en la Escuela de Artes Aplicadas de Oviedo, expone su obra desde 2005 en la Galería Llamazares. Su trabajo ha sido mostrado en importantes espacios en Asturias, Madrid, Suiza y Estados Unidos, y formó parte del grupo ABRA desde 1980, colectivo artística de influencia fundamental en la historia del arte asturiano.
Sus primeras obras fueron de tipo pictórico, pero fue dirigiéndose a la escultura como modo de expresión principal, actividad por la que ha acabado siendo reconocida internacionalmente.Su obra combina elementos naturales e industriales, produciendo una riqueza de conceptos que es alabada por su combinación de abstracción y experiencia personal.
En el año 2022 el Museo de Bellas Artes de Asturias organizó una exposición titulada "En un abrir y cerrar de ojos", en la que mostraba la trayectoria de la artista desde los años 80 hasta ese momento.
Estableció su residencia en Busloñe, Morcín.

## Reconocimientos
Ganó el Primer Premio del Certamen Nacional de Arte de Luarca en 1983, el mismo año que fue premiada otra artista asturiana, Consuelo Vallina.Obtuvo la beca de la Consejería de Cultura del Principado de Asturias en 1986 y, dos años después, la del Taller de la Fundación Binz 39, en Suiza.También fue premiada en el Concurso para la Integración de Obras de Arte en el Edificio de Servicios Múltiples de Asturias en 1999.
En el año 2019 fue reconocida con la Medalla de Plata del Principado de Asturias.